# Odoacro
Odoacro (en latín: Odoacer u Odoacar; también conocido como Odovacar, posiblemente derivado del germano Audawakrs «que busca la riqueza»; c. 433-493), general romano de origen hérulo al servicio de la pars occidentalis, nacido en Panonia. Depuso al emperador/usurpador Rómulo Augústulo en 476, convirtiéndose en gobernante de facto de Italia, bajo la autoridad formal de los emperadores Julio Nepote y Zenón. Este último lo recompensó con el título puramente honorífico de patricio y el uso del praenomen Flavio.

## Biografía

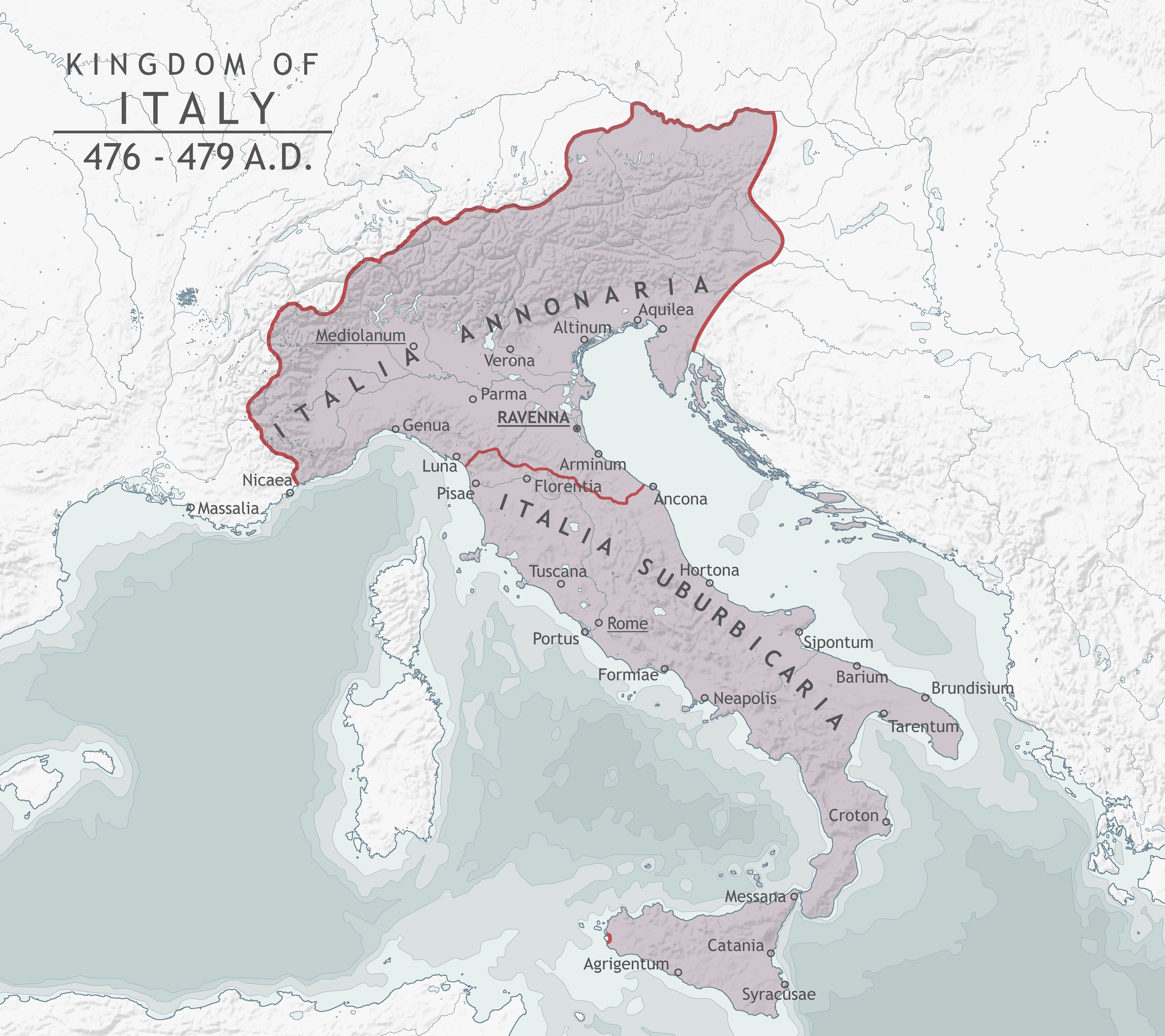
Reino de Odoacro.

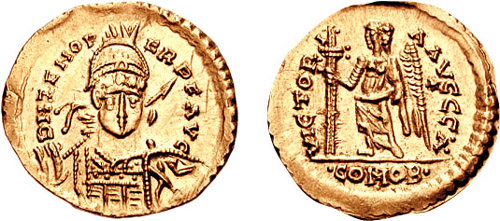
Sólido bizantino de Odoacro en nombre del legítimo emperador Zenón. Esta moneda atestigua la sumisión formal de Odoacro a Zenón.

### Origen
La ascendencia de Flavio Odoacro es desconocida. Nacido en Panonia, parte del imperio de Atila, la mayor parte de los estudiosos lo considera al menos parcialmente de origen germánico, mientras que otros, como Teófanes, lo denominaron godo. Por su parte, el cronista del siglo VI,  Marcellinus Comes, lo nombra «rey de los godos» (Odoacer rex Gothorum), sin pronunciarse sobre su origen étnico. Los historiadores posteriores lo denominan rugio, hérulo o esciro, basados en el relato de Jordanes, quien lo vincula con dichos pueblos. En numerosos pasajes lo llama «rey de los turcilingos» (Torcilingorum rex), un etnónimo, o quizás, familia real, no mencionado por ningún otro testimonio. En su libro Historia Romana, el mismo autor dice que Odoacro desciende de los rugios (Odoacer genere Rogus). Se ha indicado que, dado que Atila tuvo un tío de nombre Rogus, Odoacro pudo ser de ascendencia huna.
En un fragmento de una historia de Prisco, reproducida por Juan de Antioquía, se describe a Odoacro como un hombre de los esciros, hijo de Edeco y hermano de Onulfo. Sin embargo, no se acepta universalmente que este Edeco sea la misma persona que vivía en este momento, ya que podría tratarse de un embajador de Atila en la corte de Constantinopla, quien escoltó a Prisco de regreso al campamento de Atila, o de lo contrario un líder de los esciros, junto con el mencionado Ornulfo (quizás su hijo), quienes fueron derrotados por los ostrogodos en la batalla de Bolia alrededor de 469.
Muchos historiadores, como el erudito medieval Michael Frasetto, aceptan que Odoacro era de ascendencia escira. El historiador Erik Jensen afirma que Odoacro nació de una madre goda y que su padre, Edeco, era huno. Bruce Macbain señala que las fuentes antiguas presentan una confusión considerable sobre la afiliación tribal de Odoacro, pero que «ni una sola fuente lo llama huno».  La historiadora Penny MacGeorge, por su parte, considera que torcilingi es un error por thuringii, turingio, y que Odoacro era «seguramente germano, probablemente mitad esciro, mitad turingio, y pudo haber tenido conexiones con otras tribus a través de matrimonios mixtos».

### Nombre
El origen del nombre Odoacro es debatido. Se ha sugerido deriva del germánico * Audawakraz (gótico * Audawakrs), de aud- "riqueza" y wakr- "vigilante", «el que cuida de su riqueza». Esta forma encuentra un cognado en otra lengua germánica, Eadwacer que aparece en un  poema anglosajón: «Wulf y Eadwacer».[18] Por otro lado, los historiadores Robert L. Reynolds y Robert S. López exploraron la posibilidad de que el nombre Odoacro no fuera germánico, presentando varios argumentos de que su origen étnico podría estar en otra parte. Una de ellas es que su nombre, "Odoacro", para el que afirmaron que no se había encontrado de forma convincente una etimología en lenguas germánicas, podría ser una forma del túrquico Ot-toghar «nacido de la hierba». Tesis que ha sido criticada por Maenschen-Helfen.

## Primeros años

### Comienzos
La primera mención  de Odoacro proviene de un fragmento de una crónica conservada en la Historia de los francos de Gregorio de Tours. Dos capítulos diferentes de su obra mencionan a líderes militares con el nombre de Odoacro, usando dos grafías diferentes e involucrando dos regiones diferentes. En la primera mención, se da un informe confuso o confuso de una serie de batallas libradas por el rey Childerico I de los francos, Egidio, el conde Pablo y un Adovacrius (con una "a") quien lideraba un grupo de «sajones»,  con base en la desembocadura del Loira. Aunque no hay consenso, algunos historiadores, como Reynolds y López, han sugerido que este Adovacrius puede ser la misma persona que el futuro rey de Italia.
En una segunda mención de Gregorio de Tours, un Odovacrius (con "o") hizo una alianza con el mismo Childerico, y juntos lucharon contra los alamanes, que habían estado causando problemas en Italia. Este Odoacro, con su conexión con la región norte de Italia, y su ortografía "o", es probablemente el futuro rey de Italia, antes de ser rey.
Hay consenso en que Odoacro aparece mencionado en la Vida de san Severino, escrita por Eugipio. Allí se narra que un grupo de bárbaros que se dirigían a Italia se detuvieron para presentar sus respeto a Severino. Odoacro, en ese momento «un hombre joven, de figura alta, vestido con ropa pobre», se enteró por el santo que un día se haría famoso. A pesar de que Odoacro era cristiano arriano y Severino, católico, este último le dejó una profunda huella. Cuando Odoacro se despidió, Severino hizo un comentario final que resultó profético: «Ve a Italia, ve, ahora cubierto de pobres pieles; pronto harás ricos regalos a muchos».

### Odoacro en Italia
Hacia el año 470, Odoacro se había convertido en oficial de lo que quedaba del ejército romano. Aunque Jordanes escribe que Odoacro invadió Italia "como líder de los Sciri, los Hérulos y aliados de varias razas", los escritores modernos lo describen como parte del establecimiento militar romano, basándose en la afirmación de Juan de Antioquía de que Odoacro estaba en del lado de Ricimero al comienzo de su batalla con el emperador Antemio en 472. En su calidad de soldado, repentinamente se enfrentó a Antemio, ya que había cambiado de bando para unirse a Ricimero, Odoacro había "acelerado la caída del emperador".
Cuando Orestes fue nombrado en 475 Magister militum y patricio por el emperador romano occidental Julio Nepote, Odoacro se convirtió en jefe de los foederati germánicos de Italia. Bajo el mando de Orestes había importantes contingentes de pueblos germánicos compuestos principalmente por miembros de las tribus Rugii y Heruli. Antes de que terminara ese año, Orestes se había rebelado y expulsado a Nepote de Italia. Orestes luego proclamó a su joven hijo Rómulo como nuevo emperador como Rómulo Augusto, llamado Augustulo (31 de octubre). Sin embargo, Nepote reorganizó su corte en Salona, Dalmacia y recibió el homenaje y la afirmación de los fragmentos restantes del Imperio Occidental más allá de Italia y, lo más importante, de Constantinopla, que se negó a aceptar a Rómulo, ya que Zenón lo había calificado a él y a su padre como traidores. y usurpadores.
Por esta época, los foederati, en palabras de J. B. Bury, «Deseaban tener tierras propias, y pidieron a Orestes que los recompensara por sus servicios, otorgándoles tierras y estableciéndolos definitivamente en Italia». Orestes rechazó su petición y recurrieron a Odoacro para liderar su revuelta contra Orestes. Orestes fue asesinado en Placentia junto con su hermano Paulus en las afueras de Ravena. Los foederati germánicos, los escirianos y los hérulos, así como una gran parte del ejército romano itálico, proclamaron entonces a Odoacro como su rex.  En 476, Odoacro avanzó hacia Rávena y capturó la ciudad, obligando al joven emperador Rómulo a abdicar el 4 de septiembre. Según el Anónimo Valesiano, Odoacro se sintió movido por la juventud y la belleza de Rómulo no solo para perdonarle la vida sino también para darle una pensión de 6.000 solidi y enviarlo a Campania a vivir con sus parientes.

## Reinado
Odoacro era el gobernante de Italia, es decir de los territorios de la antigua prefectura del mismo nombre, en nombre de Zenón, único soberano del Imperio romano. En alguno de sus actos, la emisión de moneda por ejemplo, reconoció la preeminencia honorífica del depuesto emperador Julio Nepote, exiliado en Dalmacia, y cuando este fue asesinado en 480, Odoacro invadió Dalmacia, ejecutó a los asesinos e incorporó la provincia al reino. 
El título de Odoacro ha planteado cierta confusión. En el único documento de su cancillería que ha sobrevivido usa el título de Rex, mismo que emplea el cónsul Basilio. Marcelino, Casiodoro y algunos documentos papales también lo denominan Rex (o una de sus declinaciones). Jordanes lo menciona como «gobernante de los godos y los romanos» (Gothorum Romanorumque regnator)  y Procopio, mucho después, lo llama único gobernante (αὐτοκράτωρ, autokrator) y usurpador (τύραννος, tyrannos). La única referencia a Odoacro como «Rey de Italia» está en Victor Vitensis: Odouacro Italiae regi. Autores modernos le asignan el título de dux Italiae, que le fuera otorgado por Zenón, pero este fue sustituido desde la deposición de Rómulo, por el de rey.
Odoacro introdujo pocos cambios importantes en el sistema administrativo de Italia. Tuvo el apoyo del Senado romano y pudo distribuir tierras a sus seguidores sin mucha oposición. Los disturbios entre sus guerreros llevaron a la violencia en 477-478, pero tales disturbios fueron superados durante el último período de su reinado. 
Como señala Bury: «Es muy importante observar que Odoacro estableció su poder político con la cooperación del Senado romano, y este organismo parece haberle brindado su leal apoyo durante todo su reinado, en la medida en que nuestras escasas fuentes nos permiten inferir». En efecto, Odoacro nombró regularmente a miembros del Senado para el consulado y otros cargos prestigiosos:  «Basilio, Decio, Venancio y Manlio Boecio ocuparon el consulado y fueron prefectos de Roma o prefectos pretorianos; Símmaco y Sividio fueron cónsules y Prefectos de Roma; otro senador de  antigua familia, Casiodoro, fue nombrado ministro de finanzas».  A. H. M. Jones también señala que bajo Odoacro el Senado adquirió «más prestigio e influencia» para contrarrestar cualquier deseo de restauración del gobierno imperial. Como el ejemplo más tangible de este renovado prestigio, por primera vez desde mediados del siglo III, las monedas de cobre se emitieron con la leyenda S(enatus) C(onsulto). Jones describe estas monedas como «piezas grandes y finas de cobre», que eran "una gran mejora en relación a los miserables nummi emitidos hasta ese momento", y no solo fueron copiadas por los vándalos en África, pero formaron la base de la reforma monetaria de Anastasio en el Imperio de Oriente.
Aunque Odoacro era un cristiano arriano, sus relaciones con la jerarquía de la iglesia eran notablemente buenas. Mostró una gran estima por el obispo Epifanio hasta el punto que, en respuesta a una petición de este prelado, concedió a los habitantes de Liguria una inmunidad de impuestos de cinco años. La biografía del papa Felix III en el Liber Pontificalis establece abiertamente que el mandato del pontífice ocurrió durante el reinado de Odoacro sin ninguna queja sobre la conducta del rey.
En 487/488, Odoacro condujo a su ejército a la victoria contra los Rugios en Noricum, tomando a su rey Feletheus en cautiverio; cuando se supo que el hijo de Feletheus, Fredericus, estaba de regreso entre los suyos, Odoacro envió a su hermano Onulfo contra él, quien lo derrotó. Onulfo consideró necesario evacuar a los romanos que quedaban en la provincia y los reasentó en Italia, los rugios sobrevivientes huyeron y se refugiaron entre los ostrogodos; la provincia quedó abandonada y fue ocupada por los lombardos en 493.

## Caída
Las relaciones entre Ravena y Constantinopla empeoraron y Odoacro se rebeló contra el emperador, apoyando al usurpador Illos. En 489, con el apoyo del victorioso Zenón, los ostrogodos, al mando de Teodorico el Amalo, invadieron el reino de Odoacro y derrotaron completamente a su ejército. Acorralado, el rey hérulo llegó a un pacto con Teodorico en febrero de 493 para compartir el poder, y diez días después, tras entrar en Ravena, el monarca godo decidió organizar un banquete en el palacio imperial de Honorio para celebrar el acuerdo, con la intención de tener a algunos de sus seguidores cerca para asesinar a Odoacro. Sin embargo, el plan no pudo realizarse, por lo cual Teodorico decidió asesinarlo con sus propias manos: tras hacer un brindis, desenvainó su espada y la clavó en la clavícula de Odoacro, tras lo que este, moribundo, preguntó «¿Dónde está Dios?», a lo que el ostrogodo respondió «Esto es lo que le hiciste a mis amigos». Teodorico se paró sobre el cadáver de su rival muerto y dijo «Ciertamente no había un hueso en este desdichado».
Según Juan Antioqueno, «ese mismo día, todos los miembros del ejército de Odoacro que pudieron ser encontrados fueron asesinados por orden de Teodorico, así como toda su familia». La mujer de Odoacro, Sunigilda, fue lapidada o condenada a pasar hambre hasta la muerte, las fuentes difieren, y su hermano Onulfo, asesinado por arqueros mientras buscaba refugio en una iglesia. Su hijo Thela fue exiliado a la Galia pero,  cuando intentó volver a Italia, Teodorico ordenó que también fuera asesinado. Tras la muerte de Odoacro, Teodorico se convirtió efectivamente en el rey de Italia.